# Kristof De Zutter
Kristof De Zutter (Sint-Laureins, 13 december 1982) is een voormalig Belgische beroepswielrenner. Hij was als prof actief tussen 2005 en 2008. Tegenwoordig is hij amateur.

## Overwinningen
2003
- GP Wielerrevue
- 3e etappe Tour de Namur

2004
- 1e etappe Ronde van Berlijn

2006
- 1e etappe Tweedaagse van de Gaverstreek
- Belgisch kampioenschap wielrennen voor elite zonder contract

2007
- Brussel-Zepperen
- 4e etappe Ronde van Normandië

2008
- Provinciaal Kampioenschap Oost-Vlaanderen

Cornu · De Greef · De Ketele · De Neef · De Poortere · De Wilde · De Zutter · Ingels · Lievens · Neyens · Paulissen · Roelandts · Schets · Van der Slagmolen · Van Hoovels · Van Rij · Van Rooy · Vanendert · Vanheule
Baugnies · Cordeel · Cornu · Crabbé · De Greef · De Ketele · De Neef · De Poortere · De Zutter · Lievens · Neyens · Paulissen · Poleunis · Roelandts · Schets · Van Avermaet · Van den Houte · Van Rij · Van Rooy · Vanendert · Vens
Baugnies · Claeys · Crabbé · Croket · De Greef · De Ketele · De Neef · De Poortere · De Zutter · Goddaert · Joseph · Leys · Mertens · Neyens · Paulissen · Poleunis · Roelandts · Schets · Sys · Van den Houte · Vanderaerden · Vandousselaere · Vens · Wynants
Cappelle · De Wilde · De Zutter · Ennekens · François · Hoornaert · Meeusen · Moerman · Standaert · Van Braeckel · van Heeswijk · Van Loocke · Van Moer · Vanhuffel